# Jelenin (województwo dolnośląskie)
Jelenin – wieś w Polsce położona w województwie dolnośląskim, w powiecie strzelińskim, w gminie Borów.

## Podział administracyjny
W latach 1975–1998 miejscowość administracyjnie należała do województwa wrocławskiego.

## Nazwa
Miejscowość wzmiankowana w dokumentach po raz pierwszy w 1155 r. jako Iascotele. W księdze łacińskiej Liber fundationis episcopatus Vratislaviensis (pol. Księga uposażeń biskupstwa wrocławskiego) spisanej za czasów biskupa Henryka z Wierzbna w latach 1295–1305 miejscowość wymieniona jest w zlatynizownej formie Gelenino.